# Winter-Universiade 1968/Nordische Kombination
Bei der Winter-Universiade 1968 wurde ein Wettbewerb in der Nordischen Kombination ausgetragen.

## Bilanz

### Medaillenspiegel
| Platz  | Land             | Gold | Silber | Bronze | Gesamt |
| ------ | ---------------- | ---- | ------ | ------ | ------ |
| 1      | Japan            | 1    | 1      | –      | 2      |
| 2      | Tschechoslowakei | –    | –      | 1      | 1      |
| Gesamt | Gesamt           | 1    | 1      | 1      | 3      |

### Medaillengewinner
| Disziplin | Gold            | Silber         | Bronze         |
| --------- | --------------- | -------------- | -------------- |
| Männer    | Hiroshi Itagaki | Masatoshi Sudo | Antonín Kučera |